# Tabuaço (freguesia)
Tabuaço est une paroisse civile portugaise (en portugais : freguesia) de la municipalité de Tabuaço dans le district de Viseu.

## Démographie
Lors du recensement de 2021, Tabuaço compte 1 535 habitants. Elle est ainsi la paroisse la plus peuplée de la municipaltié, qui totalise 5 034 habitants.